# Tanghin-Niangéghin
Pour les articles homonymes, voir Tanghin.
Tanghin-Niangéghin, également appelé Tanghin-Niandéghin, est une localité située dans le département de Dapélogo de la province de l'Oubritenga dans la région Plateau-Central au Burkina Faso.

## Géographie
Tanghin-Niangéghin est situé à 8 km au sud-est de Dapélogo et à 4 km à l'est de la route nationale 22.

## Santé et éducation
Tanghin-Niangéghin accueille un centre de santé et de promotion sociale (CSPS) tandis que le centre médical avec antenne chirurgicale (CMA) de la province se trouve à Ziniaré.
Le village possède un centre permanent d'alphabétisation et de formation.